# Wright King
Wright King (Okmulgee, 11 gennaio 1923 – Canoga Park, 25 novembre 2018) è stato un attore statunitense.

## Biografia
Wright King nacque a Okmulgee, in Oklahoma, l'11 gennaio 1923. Nei primi anni 40 studiò alla St. Louis School of Theatre. Partecipò alla seconda guerra mondiale nella marina statunitense nel sud del Pacifico. Dopo la fine della guerra si trasferì a New York dove studiò in altre scuole di recitazione come l'Actors Studio e l'American Theatre Wing. Cominciò quindi una carriera stabile in teatro. Nel 1948 sposò June Ellen Roth, dalla quale poi ebbe tre figli; il matrimonio durò fino alla morte di lei, avvenuta nel 2008. Debuttò al cinema e alla televisione agli inizi degli anni cinquanta.
Lavorò moltissimo per la TV, ad esempio nella serie Johnny Jupiter (1953) e in Ricercato vivo o morto (1960). Continuò la sua carriera per la televisione impersonando una miriade di ruoli minori e inanellando una serie di apparizioni da guest star in decine di episodi di serie fino agli anni settanta, anche con ruoli diversi in più di un episodio; recitò, tra l'altro, in due episodi di I segreti della metropoli, sei episodi di The Gabby Hayes Show, quattro episodi di Broadway Television Theatre, sei episodi di Kraft Television Theatre, tre episodi di Cheyenne e tre episodi di La fuga di Logan. Prese parte anche a due episodi della serie classica di Ai confini della realtà, intitolati nelle versioni in italiano Il teatro delle ombre e Ultimamente penso a Cliffordville, trasmessi in prima televisiva rispettivamente nel 1961 e nel 1963.
Fu inoltre accreditato in diverse produzioni cinematografiche per le quali interpretò personaggi più o meno secondari, come Jonesy in La valle dei delitti (1956), Ralph Slader in Ostaggi dei banditi (1956), Ray Johnson in Hot Rod Rumble (1957), Billy Townsend in Duello alla pistola (1959), Noah Pringle in Fermati cow boy! (1959), Joe in Dangerous Charter (1962), Bill Matthews in We Learn About the Telephone (1965), il dottor Galen in Il pianeta delle scimmie (1968) e il dottor Murger in L'invasione delle api regine (1973).
Terminò la carriera televisiva interpretando il dottor Kenderly nel film per la televisione The Critical List (1978), mentre per il grande schermo l'ultimo ruolo affidatogli fu quello di padre Olguin nel film House Made of Dawn (1987).

## Filmografia

### Cinema
- Un tram che si chiama Desiderio (A Streetcar Named Desire), regia di Elia Kazan (1951)
- La soglia dell'inferno (The Bold and the Brave), regia di Lewis R. Foster (1956)
- La valle dei delitti (The Young Guns), regia di Albert Band (1956)
- La legge del Signore (Friendly Persuasion), regia di William Wyler (1956)
- Ostaggi dei banditi (Stagecoach to Fury), regia di William F. Claxton (1956)
- Hot Rod Rumble, regia di Leslie H. Martinson (1957)
- Duello alla pistola (The Gunfight at Dodge City), regia di Joseph M. Newman (1959)
- Fermati, cow boy! (Cast a Long Shadow), regia di Thomas Carr (1959)
- Dangerous Charter, regia di Robert Gottschalk (1962)
- We Learn About the Telephone, regia di Jean Yarbrough - cortometraggio (1965)
- Qualcuno da odiare (King Rat), regia di Bryan Forbes (1965)
- Il pianeta delle scimmie (Planet of the Apes), regia di Franklin J. Schaffner (1968)
- Sulle ali dell'arcobaleno (Finian's Rainbow), regia di Francis Ford Coppola (1968)
- Journey Through Rosebud, regia di Tom Gries (1972)
- L'invasione delle api regine (Invasion of the Bee Girls), regia di Denis Sanders (1973)
- House Made of Dawn, regia di Richardson Morse (1987)

### Televisione
- Captain Video and His Video Rangers – serie TV (1949)
- I segreti della metropoli (Big Town) – serie TV, 2 episodi (1950-1951)
- The Gabby Hayes Show – serie TV, 6 episodi (1950-1951)
- The Trap – serie TV, un episodio (1950)
- The Ken Murray Show – serie TV, un episodio (1950)
- Lamp Unto My Feet – serie TV, un episodio (1950)
- Danger – serie TV, 3 episodi (1951-1952)
- Starlight Theatre – serie TV, un episodio (1951)
- Pulitzer Prize Playhouse – serie TV, 2 episodi (1951)
- Celanese Theatre – serie TV, un episodio (1951)
- The Amazing Mr. Malone – serie TV, un episodio (1951)
- Crime Photographer – serie TV, un episodio (1951)
- Schlitz Playhouse of Stars – serie TV, un episodio (1951)
- Out There – serie TV, un episodio (1951)
- Studio One – serie TV, 5 episodi (1951)
- The Philco Television Playhouse – serie TV, 3 episodi (1952-1954)
- Kraft Television Theatre – serie TV, 6 episodi (1952-1955)
- Doctor Serocold – film TV (1952)
- Suspense – serie TV, un episodio (1952)
- Treasury Men in Action – serie TV, un episodio (1952)
- Betty Crocker Star Matinee – serie TV, un episodio (1952)
- The Adventures of Ellery Queen – serie TV, un episodio (1952)
- Robert Montgomery Presents – serie TV, 2 episodi (1952)
- Broadway Television Theatre – serie TV, 4 episodi (1952)
- Johnny Jupiter – serie TV, 29 episodi (1953-1954)
- The Big Story – serie TV, 2 episodi (1953-1954)
- Omnibus – serie TV, un episodio (1954)
- Navy Log – serie TV, episodi 1x04-2x15 (1955-1957)
- Gunsmoke – serie TV, 8 episodi (1955-1965)
- Screen Directors Playhouse – serie TV, episodio 1x02 (1955)
- Cheyenne – serie TV, 3 episodi (1956-1958)
- Alarm – film TV (1956)
- Telephone Time – serie TV, episodio 1x05 (1956)
- Have Gun - Will Travel – serie TV, 5 episodi (1957-1961)
- The Gray Ghost – serie TV, episodio 1x06 (1957)
- State Trooper – serie TV, un episodio (1957)
- You Are There – serie TV, un episodio (1957)
- Sheriff of Cochise – serie TV, un episodio (1957)
- The Silent Service – serie TV, un episodio (1957)
- Papà ha ragione (Father Knows Best) – serie TV, un episodio (1957)
- Boots and Saddles – serie TV, un episodio (1957)
- Maverick – serie TV, episodio 1x08 (1957)
- Letter to Loretta – serie TV, 2 episodi (1958)
- The Walter Winchell File – serie TV, un episodio (1958)
- The Texan – serie TV, episodio 1x10 (1958)
- Ricercato vivo o morto (Wanted: Dead or Alive) – serie TV, 11 episodi (1959-1960)
- The D.A.'s Man – serie TV, un episodio (1959)
- Tombstone Territory – serie TV, un episodio (1959)
- Playhouse 90 – serie TV, un episodio (1959)
- Sugarfoot – serie TV, episodio 2x20 (1959)
- The David Niven Show – serie TV, 2 episodi (1959)
- The Rebel – serie TV, un episodio (1959)
- The Fisher Family – serie TV, un episodio (1960)
- Johnny Ringo – serie TV, un episodio (1960)
- Ai confini della realtà (The Twilight Zone) – serie TV, 2 episodi (1961-1963)
- Scacco matto (Checkmate) – serie TV, episodio 2x01 (1961)
- Hazel – serie TV, un episodio (1961)
- Outlaws – serie TV, episodi 1x16-2x09 (1961)
- Tales of Wells Fargo – serie TV, un episodio (1961)
- Bronco – serie TV, un episodio (1961)
- Perry Mason – serie TV, 2 episodi (1962-1963)
- Margie – serie TV, un episodio (1962)
- Gli uomini della prateria (Rawhide) – serie TV, episodio 6x08 (1963)
- Il fuggiasco (The Fugitive) – serie TV, 2 episodi (1964-1966)
- The Crisis (Kraft Suspense Theatre) – serie TV, un episodio (1964)
- Viaggio in fondo al mare (Voyage to the Bottom of the Sea) – serie TV, un episodio (1964)
- F.B.I. (The F.B.I.) – serie TV, 2 episodi (1965-1966)
- Twelve O'Clock High – serie TV, un episodio (1965)
- Gli invasori (The Invaders) – serie TV, un episodio (1967)
- Shadow Over Elveron – film TV (1968)
- Al banco della difesa (Judd for the Defense) – serie TV, un episodio (1968)
- Mannix – serie TV, 2 episodi (1968)
- Sui sentieri del West (The Outcasts) – serie TV, episodio 1x16 (1969)
- Lancer – serie TV, episodio 1x22 (1969)
- Formula per un delitto (Along Came a Spider) – film TV (1970)
- The Andersonville Trial – film TV (1970)
- Le strade di San Francisco (The Streets of San Francisco) – serie TV, episodio 2x09 (1973)
- Nightmare – film TV (1974)
- ABC Afterschool Specials – serie TV, un episodio (1974)
- I missili di ottobre (The Missiles of October) – film TV (1974)
- Uno sceriffo a New York (McCloud) – serie TV, un episodio (1975)
- Alla conquista del West (The Macahans) – film TV (1976)
- Bronk – serie TV, un episodio (1976)
- Bel Air - La notte del massacro (Helter Skelter), regia di Tom Gries – miniserie TV (1976)
- La fuga di Logan (Logan's Run) – serie TV, 3 episodi (1977-1978)
- The Spell, regia di Lee Philips – film TV (1977)
- Pepper Anderson agente speciale (Police Woman) – serie TV, un episodio (1977)
- The Critical List – film TV (1978)

## Doppiatori italiani
Nelle versioni in italiano delle opere in cui ha recitato, Wright King è stato doppiato da:
- Paolo Poiret in Ricercato vivo o morto
- Glauco Onorato in Fermati, cow boy!
- Oreste Lionello in L'invasione delle api regine